# Drepanosticta aurita
Drepanosticta aurita – gatunek ważki z rodziny Platystictidae. Występuje endemicznie na Filipinach.